# Turany
Turany este un oraș slovac, aflat în districtul Martin din regiunea Žilina, pe malul râului Váh. Localitatea se află la altitudinea de 401 m deasupra n.m., se întinde pe o suprafață de 46,75 km2 și în 2017 număra 4.275 de locuitori. Se învecinează cu comuna Sučany.

## Istoric
Localitatea Turany este atestată documentar din 1319.

## Demografie
| An:                | 1994 | 2004   | 2014   | 2024   |
| ------------------ | ---- | ------ | ------ | ------ |
| Număr de persoane: | 4630 | 4406   | 4332   | 4085   |
| Diferență:         |      | −4,83% | −1,67% | −5,70% |

| An:                | 2023 | 2024   |
| ------------------ | ---- | ------ |
| Număr de persoane: | 4107 | 4085   |
| Diferență:         |      | −0,53% |